# Nürnberg Hauptbahnhof
Nürnberg Hauptbahnhof (IATA: ZAQ) este un aeroport din Nürnberg, Franconia Mijlocie, Bavaria, Germania. A fost deschisă în 1844 și este operată de DB Station&Service⁠(d).

## Infrastructură
Gara are în componență 3 opriri diferite: Nürnberg-Steinbühl⁠(d), Nürnberg-Dürrenhof⁠(d) și station building at Nuremberg Central station⁠(d). 